# Kramat Selatan
Kramat Selatan is een bestuurslaag in het regentschap Magelang van de provincie Midden-Java, Indonesië. Kramat Selatan telt 7151 inwoners (volkstelling 2010).